# Kōichi Wakata
Kōichi Wakata (jap. 若田 光一, Wakata Kōichi; * 1. August 1963 in Ōmiya (heute: Kita-ku, Saitama), Japan) ist ein japanischer Astronaut und Raumfahrtfunktionär.

## Ausbildung
Kōichi Wakata erwarb in seiner Alma Mater, der Universität Kyūshū, 1987 einen Bachelor in Luftfahrttechnik, 1989 einen Master in angewandter Mechanik und wurde 2004 in Luft- und Raumfahrttechnik promoviert.
1989 kam Wakata als Ingenieur zu Japan Airlines (JAL).

## Raumfahrt

### Auswahl und Training
Im Juni 1992 wurde er als Astronautenanwärter von der NASDA ausgewählt und im August 1992 an das Johnson Space Center geschickt. Nach seiner Ausbildung zum Missionsspezialisten wurde er in verschiedenen Bereichen bei der NASA eingesetzt.

### Raumflug STS-72
Am 11. Januar 1996 flog er als Missionsspezialist mit dem Space Shuttle Endeavour zum ersten Mal ins All. Die Mannschaft fing die zehn Monate zuvor gestartete japanische Plattform Space Flyer Unit ein und setzte für zwei Tage die Plattform OAST aus. Bei zwei Weltraumausstiegen wurden Montagetechniken simuliert, um Erfahrungen für die künftige Internationale Raumstation zu sammeln. Insgesamt war Wakata dabei knapp 9 Tage im Weltraum.

### Raumflug STS-92
Am 11. Oktober 2000 flog Wakata als Missionsspezialist mit der Raumfähre Discovery zur Internationalen Raumstation. Mit an Bord war das Gitterstrukturelement Z1 und der Pressurized Mating Adapter PMA-3. Wakata bediente bei der Montage den Roboterarm der Raumfähre. Die Mission dauerte insgesamt annähernd dreizehn Tage.

### ISS-Expeditionen 18/19/20

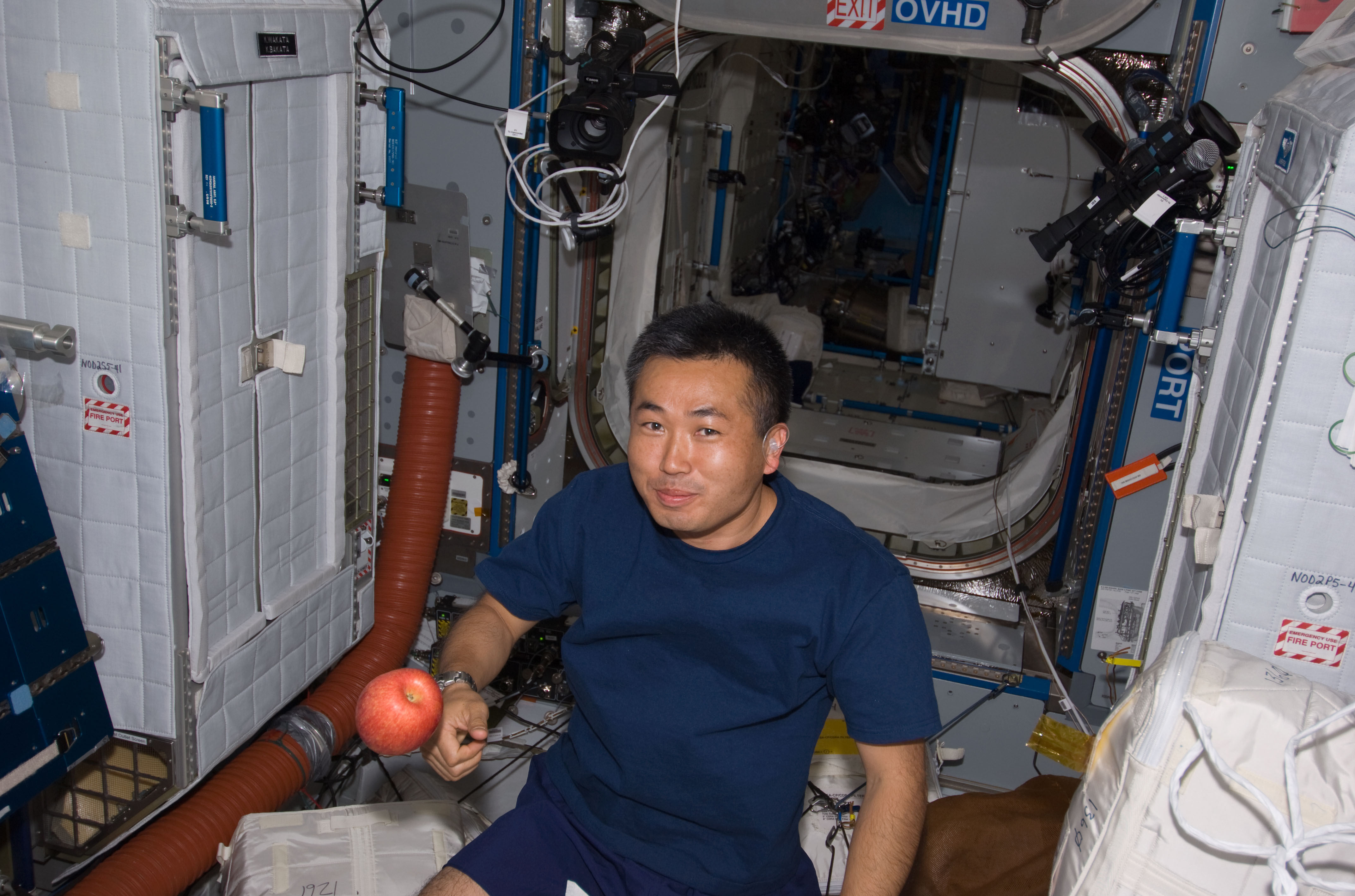
Wakata an Bord der ISS während Expedition 18

Im Februar 2007 wurde Wakata als Bordingenieur für die ISS-Expedition 18 nominiert, die damals noch für Sommer 2008 geplant war. Durch Umplanungen wurde Wakata Mitglied der ISS-Expeditionen 18, 19 und 20. Zur Internationalen Raumstation startete er am 15. März 2009 mit dem Shuttle-Flug STS-119, die Rückkehr erfolgte nach den Problemen mit der Wasserstofflüftung beim Betanken der Endeavour für die Mission STS-127 mit einmonatiger Verzögerung am 31. Juli 2009. Wakata blieb über 137 Tage im Weltraum.

### ISS-Expeditionen 38/39, ISS-Kommando
Zu seinem zweiten Langzeitaufenthalt auf der ISS startete Wakata am 7. November 2013 als Bordingenieur mit dem Raumschiff Sojus TMA-11M. Er war Mitglied der ISS-Expedition 38. Im März 2014 übernahm er das Kommando der ISS-Expedition 39 und kehrte am 14. Mai 2014 zur Erde zurück. Sein Aufenthalt im All dauerte knapp 188 Tage.

### ISS-Expedition 68
Im November 2020 wurde bekannt, dass Wakata für einen weiteren Langzeitaufenthalt auf der ISS ab 2022 eingeplant ist. Am 21. Mai 2021 wurde er als viertes Besatzungsmitglied für die Mission Boeing Starliner-1 bekanntgegeben. Infolge der Verzögerungen beim Starliner wurde Wakata im Oktober 2021 der SpaceX Crew-5-Mission als Missionsspezialist zugeteilt. Die Mission startete am 5. Oktober 2022 und dockte 29 Stunden später am 6. Oktober um 5:01 pm EDT (21:01 UTC, 23:01 Mitteleuropäische Sommerzeit) an der ISS an. Die Besatzungsmitglieder schlossen sich dort der ISS-Expedition 68 an. Die Mission endete am 12. März 2023 mit der Rückkehr aller Besatzungsmitglieder bei einer Wasserung der Raumfähre im Golf von Mexiko. Sie dauerte insgesamt über 157 Tage.

### JAXA-Funktionär
Wakata war einer der acht Vizepräsidenten und Leiter des ISS-Programms der japanischen Raumfahrtbehörde JAXA.  Er schied zum 31. März aus dem Dienst aus.

### Als Astronaut für Axiom Space
Nach Dienstende bei der JAXA wurde Wakata vom privaten Raumfahrtunternehmen Axiom Space als Astronaut und Technischer Direktor für die Asien-Pazifik-Region eingestellt. Er soll zum Aufbau der privaten Raumstation Axiom Station beitragen und die Expansion des Unternehmens im Asien-Pazifik-Raum leiten. Zudem wurde in Aussicht gestellt, dass er auch als Kommandant auf den privaten Raumflügen der Firma dienen soll.

## Ehrungen
- Nach ihm wurde der Asteroid Wakata benannt.
- 2017 wurde er von der UNESCO mit der Medaille für Raumfahrtwissenschaft ausgezeichnet.[9]

## Privates
Wakata ist mit der Deutschen Stefanie von Sachsen-Altenburg verheiratet und hat einen Sohn.